# Skoky na trampolíně na Letních olympijských hrách 2024
Skoky na trampolíně na Letních olympijských hrách 2024 v Paříži se konaly 2. srpna 2024. Místem konání byla Accor Arena v Bercy.

## Medailisté
| Soutěž | Zlato                                                     | Stříbro                                                          | Bronz                          |
| ------ | --------------------------------------------------------- | ---------------------------------------------------------------- | ------------------------------ |
| Muži   | Ivan Litvinovich · Individuální neutrální sportovci (AIN) | Wang Zisai · Čína (CHN)                                          | Yan Langyu · Čína (CHN)        |
| Ženy   | Bryony Page · Velká Británie (GBR)                        | Viyaleta Bardzilouskaya · Individuální neutrální sportovci (AIN) | Sophiane Méthot · Kanada (CAN) |

## Přehled medailí
| Pořadí | Země   | Zlato | Stříbro | Bronz | Celkově |
| celkem | celkem | 0     | 0       | 0     | 0       |
| ------ | ------ | ----- | ------- | ----- | ------- |